# Keitaro Koga
Keitaro Koga (古賀 鯨太朗 Koga Keitaro?), född 27 april 1991 i Kanagawa prefektur, är en japansk fotbollsspelare.
Koga började sin karriär 2014 i FC Ryukyu. Han spelade 7 ligamatcher för klubben.